# La Richardais
La Richardais település Franciaországban, Ille-et-Vilaine megyében. Lakosainak száma 2624 fő (2022. január 1.). La Richardais Dinard és Pleurtuit községekkel határos.

## Népesség
A település népességének változása:
| Lakosok száma | 972  | 1381 | 1801 | 2247 | 2312 | 2270 | 2295 | 2403 | 2476 | 2624 |
|               | 1968 | 1982 | 1990 | 2006 | 2013 | 2015 | 2017 | 2019 | 2020 | 2022 |